# Hesperocyoninae
Hesperocyoninae jsou podčeledí psovitých šelem (Canidae), přičemž představují jejich nejstarší radiaci.

## Systematika
Je známo nejméně 10 rodů z této skupiny, které se vyskytovaly od eocénu až po střední miocén (před asi 40 – 15 miliony lety) v Severní Americe, a to především v oblasti dnešních západních Spojených států amerických, některé fosilní pozůstatky byly nalezeny i v Kanadě a Mexiku.
Rody podle :
- † Cynodesmus
- † Caedocyon
- † Ectopocynus
- † Enhydrocyon
- † Hesperocyon
- † Mesocyon
- † Osbornodon
- † Paraenhydrocyon
- † Philotrox
- † Sunkahetanka

## Evoluce
Hesperocyoniné vycházejí z některých archaických předků pravých šelem, kteří bývají řazeni do parafyletické čeledi Miacidae. Nejranějším a zřejmě nejznámějším rodem z podčeledi je Hesperocyon, jehož pozůstatky pocházejí z doby svrchního eocénu před asi 37 miliony lety. Ve srovnání s miacidními předky měl Hesperocyon již plně zkostnatělou bubínkovou výduť. Obecně dosahoval velikosti menší lišky a podobal se spíše současným cibetkám a promykám. Představoval mezičlánek mezi plantigrádními stromovými předky a pokročilejšími digitigrádními psovitými. Rod Hesperocyon je považován za předka většiny pozdějších linií psovitých, jako jsou podčeledi Borophaginae, Caninae (do níž se řadí všechny recentní rody) i pokročilejší zástupci samotné podčeledi Hesperocyoninae.
Rané formy hesperocyoninů byly spíše menší až středně velké šelmy, evoluční trend u nejúspěšnější linie rodů Mesocyon – Sunkahetanka – Enhydrocyon však vedl ke stále větší velikosti těla a rozvoji hypermasožravosti. Hesperocyoniné dosáhli největší rozmanitosti ve svrchním oligocénu, přičemž svrchně oligocenní rod Enhydrocyon představoval vůbec první hypermasožravou psovitou šelmu, jejíž zuby byly navíc adaptovány k drcení kostí. Podčeleď Hesperocyoninae je ve fosilních záznamech datována až do středního miocénu (tj. do doby před asi 15 miliony lety), posledním žijícím členem skupiny byl rod Osbornodon.